# Șevcenkove, Halîci
Șevcenkove (în ucraineană Шевченкове) este un sat în comuna Zalukva din raionul Halîci, regiunea Ivano-Frankivsk, Ucraina.

## Demografie
Componența lingvistică a localității Șevcenkove
     Ucraineană (98,74%)
     Rusă (1,26%)
Conform recensământului din 2001, majoritatea populației localității Șevcenkove era vorbitoare de ucraineană (98,74%), existând în minoritate și vorbitori de rusă (1,26%).